# 贝隆河
贝隆河（法語：Bélon，亦作，法語發音：[belɔ̃]）是法国布列塔尼大区菲尼斯泰尔省的一条沿海河流，长26.3千米，发源自巴纳莱克，于贝隆河畔里耶克和滨海莫埃朗之间流入大西洋。